# Liste d'élections au XIIIe siècle

XIIe siècle • XIIIe siècle • XIVe siècle
Cet article recense les élections ayant eu lieu au XIIIe siècle.
Le siècle est marqué notamment par la première élection d'un parlement en Angleterre, imposé au roi Henri III. Bien qu'il ne soit élu que par une petite minorité de la population (les femmes et les serfs n'ont pas le droit de vote), et bien que ses pouvoirs soient encore très limités, il est l'ancêtre des régimes parlementaires à travers le monde.
En 1297, les Anglais, qui occupent l'Irlande depuis la fin du XIIe siècle, y introduisent un parlement sur le modèle anglais. Outre les nobles (normands), le Parlement irlandais inclut des représentants élus des villes et des campagnes. Le Royaume d'Écosse, indépendant à cette date, formalise une assemblée appelée « parlement » au cours du XIIIe siècle. À partir des années 1290, elle inclut des représentants des contribuables urbains, en minorité face à la noblesse ; les modalités de leur nomination sont incertaines.
Aucune autre nation à cette date n'élit d'assemblée législative. En Islande, l'Althing (assemblée) réunit une fois par an des membres de la communauté nationale, depuis le Xe siècle, mais seuls les goðar (chefs de clan) y exercent la fonction législative. Il n'y a pas d'élections. En 1262, l'Islande tombe sous l'autorité de la Norvège, mais l'Althing continue de se réunir régulièrement. En Suède, le « thing de tous les Suédois » (allra Svía þing) est une assemblée à laquelle peuvent participer tous les hommes libres, et qui restreint dans une certaine mesure l'autorité du roi. Mais elle n'est pas non plus issue d'élections. Le Tynwald de l'île de Man, parfois décrit à tort comme le plus ancien parlement, est une cour de justice au XIIIe siècle, et ses membres sont héréditaires ; il n'y a pas d'élections. Aux îles Féroé, le Løgting est une assemblée de riches propriétaires terriens, sans élections.
Au XIIIe siècle, les élections suivantes ont lieu :
| Date                                 | Pays                 | Élections            | Notes | Résultats |
| ------------------------------------ | -------------------- | -------------------- | --- | --- |
| 18 juillet 1216                      | États pontificaux    | Élection pontificale | À la suite du décès d'Innocent III. Bien que la pratique du conclave ne soit pas encore de rigueur, les cardinaux se réunissent de facto en conclave, et délèguent à deux d'entre eux la tâche de choisir le nouveau pape. | Le cardinal Cencio Camerario est élu et prend le nom d'Honorius III. |
| 19 mars 1227                         | États pontificaux    | Élection pontificale | À la suite du décès d'Honorius III. Les cardinaux réunis délèguent à trois d'entre eux la tâche de choisir, en comité, le nouveau pape. | Le comité élit d'abord Conrad d'Urach, qui refuse. Le choix porte finalement sur le cardinal Ugolino de Anagni. Il prend le nom de Grégoire IX. |
| 22 août au 25 octobre 1241           | États pontificaux    | Élection pontificale | À la suite du décès de Grégoire IX. | Ne parvenant pas à se décider, les cardinaux sont enfermés par les autorités romaines, pendant deux semaines, dans le palais de Septizodium. Ils élisent finalement le cardinal Goffredo Castiglioni, qui prend le nom de Célestin IV. Il meurt deux semaines plus tard.                                   |
| 15 au 25 juin 1243                   | États pontificaux    | Élection pontificale | À la suite du décès de Célestin IV. La période de sede vacante a duré un an et demi, malgré les pressions de l'empereur Frédéric II, qui somme les cardinaux de se réunir pour élire un nouveau pape. | Le cardinal Sinibaldo de Fieschi est élu, et prend le nom d'Innocent IV. |
| 7 au 12 décembre 1254                | États pontificaux    | Élection pontificale | À la suite du décès d'Innocent IV. | L'élu est le cardinal Rinaldo Conti di Segni, qui devient pape sous le nom d'Alexandre IV. |
| 26 mai au 29 août 1261               | États pontificaux    | Élection pontificale | À la suite du décès d'Alexandre IV. | Les cardinaux mettent trois mois à s'accorder sur un élu. Ils choisissent finalement Jacques Pantaléon, qui n'est pas cardinal mais évêque ; il prend le nom d'Urbain IV. |
| décembre 1264 et janvier 1265        | Royaume d'Angleterre | Législatives         | Premières élections législatives. Les élections ont lieu dans le contexte de la Seconde Guerre des barons. Le roi Henri III est le captif de ses barons, dirigés par Simon de Montfort, et est contraint d'accepter l'instauration d'un parlement. Celui-ci rassemble les barons, le clergé, les chevaliers, mais aussi, pour la première fois, des représentants élus des grandes villes. | Il n'existe pas de partis politiques au XIIIe siècle. Ce Parlement est une assemblée partisane largement acquise à Simon de Montfort. La session parlementaire dure deux mois. L'année suivante, toutefois, de Montfort est tué au combat ; la guerre tourne à l'avantage des royalistes.                  |
| 12 octobre 1264 au 5 février 1265    | États pontificaux    | Élection pontificale | À la suite du décès d'Urbain IV. | Le cardinal Gui Foucois, qui est absent au moment de l'élection, est élu ; il devient le pape Clément IV. |
| décembre 1268 au 1er septembre 1271  | États pontificaux    | Élection pontificale | À la suite du décès de Clément IV. La période de sede vacante dure deux ans et huit mois. Il s'agit de l'élection la plus longue de l'histoire de la papauté. Pour contraindre les cardinaux à se décider, les habitants de Viterbe les enferment, puis les affament, puis ôtent le toit du palais pontifical et les exposent au ciel ouvert.                                              | Les cardinaux élisent finalement Tebaldo Visconti, qui n'est pas cardinal mais archidiacre, et qui n'est pas présent à Viterbe. Il prend le nom de Grégoire X, et entreprend de réformer les modalités des élections pontificales. Il introduit la méthode du conclave pour l'élection de ses successeurs. |
| février à avril 1275                 | Royaume d'Angleterre | Législatives         | Second Parlement anglais à être partiellement élu. D'autres « parlements », au cours des années précédentes, n'avaient réuni que la noblesse et le clergé. Premier Parlement sous le règne du roi Édouard Ier. Durant le règne d'Édouard, le Parlement devient une institution permanente et acceptée par la monarchie.                                                                    | |
| septembre à octobre 1275             | Royaume d'Angleterre | Législatives         | Pour ce Parlement, les chevaliers sont les seuls représentants des roturiers. | |
| 21 au 22 janvier 1276                | États pontificaux    | Conclave             | À la suite du décès de Grégoire X. Premier conclave au sens propre du terme. | Le cardinal Pierre de Tarentaise est élu et prend le nom d'Innocent V. |
| 2 au 11 juillet 1276                 | États pontificaux    | Conclave             | À la suite du décès d'Innocent V. Les cardinaux sont enfermés pendant neuf jours et réduits au pain, au vin et à l'eau pour les contraindre de se décider. | Le cardinal Ottobono de' Fieschi est élu et prend le nom d'Adrien V. Il meurt un mois plus tard. |
| septembre 1276                       | États pontificaux    | Élection pontificale | À la suite du décès d'Adrien V. Les cardinaux n'appliquent pas la méthode du conclave, mais parviennent à se décider en deux semaines environ. | Le cardinal Pedro Julião est élu et prend par erreur le nom de Jean XXI, bien qu'il n'y ait jamais eu de Jean XX. |
| 30 mai au 25 novembre 1277           | États pontificaux    | Élection pontificale | À la suite du décès de Jean XXI. La méthode du conclave ayant été supprimée, les cardinaux prennent six mois à s'accorder sur un nouveau pape. Les magistrats de Viterbe séquestrent finalement les cardinaux pour les contraindre à se hâter. | Le cardinal Giovanni Gaetano Orsini est élu et prend le nom de Nicolas III. |
| 22 septembre 1280 au 22 février 1281 | États pontificaux    | Élection pontificale | À la suite du décès de Nicolas III. Sur ordre du roi Charles Ier de Naples, deux des cardinaux sont expulsés de l'élection, étant accusés d'« obstruction ». Leur absence confère une majorité aux cardinaux favorables au roi. | Le cardinal Simon de Brion est élu et prend le nom de Martin IV. Durant son court pontificat, il ne se rendra jamais à Rome. |
| 1er et 2 avril 1285                  | États pontificaux    | Élection pontificale | | Le cardinal Giacomo Savelli est élu et prend le nom d'Honorius IV. |
| 4 avril 1287 au 22 février 1288      | États pontificaux    | Élection pontificale | À la suite du décès d'Honorius IV. Six des cardinaux meurent, probablement de la malaria, pendant les dix mois que dure l'élection. | Le cardinal Girolamo Masci est élu et prend le nom de Nicolas IV. |
| juin à juillet 1290                  | Royaume d'Angleterre | Législatives         | Pour ce Parlement, les chevaliers sont les seuls représentants des roturiers. | |
| vers septembre / octobre 1290        | Royaume d'Angleterre | Législatives         | | |
| fin 1290                             | Royaume d'Angleterre | Législatives         | | |
| mai à décembre 1291                  | Royaume d'Angleterre | Législatives         | | |
| début 1293                           | Royaume d'Angleterre | Législatives         | | |
| vers septembre 1293                  | Royaume d'Angleterre | Législatives         | | |
| vers décembre 1293                   | Royaume d'Angleterre | Législatives         | | |
| 5 avril 1292 au 5 juillet 1294       | États pontificaux    | Élection pontificale | À la suite du décès de Nicolas IV. | Après plus de deux ans de délibérations, les cardinaux élisent le prêtre ermite Pietro de Morrone, qui n'est pas cardinal. Devenu pape malgré lui, il prend le nom de Célestin V, mais abdique cinq mois plus tard. Non sans avoir rétabli la règle du conclave pour l'élection de ses successeurs.        |
| 23 au 24 décembre 1294               | États pontificaux    | Conclave             | À la suite de l'abdication de Célestin V. | Le cardinal Benedetto Caetani est élu, et prend le nom de Boniface VIII. |
| septembre à novembre 1295            | Royaume d'Angleterre | Législatives         | | Ce « Parlement modèle » standardise la composition et les modalités d'élection qui resteront longtemps celles des Parlements anglais. |
| août à octobre 1296                  | Royaume d'Angleterre | Législatives         | | |
| octobre 1297                         | Royaume d'Angleterre | Législatives         | | |
| 1297                                 | Royaume d'Irlande    | Législatives         | Premier Parlement irlandais. | |
| mars 1298                            | Royaume d'Angleterre | Législatives         | | |
| avril 1298                           | Royaume d'Angleterre | Législatives         | | |
| 1299                                 | Royaume d'Irlande    | Législatives         | | |
| janvier à février 1300               | Royaume d'Angleterre | Législatives         | | |
| septembre 1300 à janvier 1301        | Royaume d'Angleterre | Législatives         | | |